# Paraswammerdamia iranella
Paraswammerdamia iranella är en fjärilsart som beskrevs av Heinrich Friese 1960. Paraswammerdamia iranella ingår i släktet Paraswammerdamia och familjen spinnmalar. Inga underarter finns listade i Catalogue of Life.